# Çocuklar Sana Emanet
Çocuklar Sana Emanet è un film drammatico turco del 2018 diretto da Çağan Irmak.

## Distribuzione
In Turchia il film è stato presentato in anteprima nelle sale il 23 marzo 2018.